# Море кише
Море кише (из латинског Mare Imbrium) je регион на Месецу. Оно у ствари представља кратер и спада у највеће кратере у Сунчевом систему са пречником од 1145 километара.

## Основне карактеристике
Море кише највеће је на Месецу и видљиво голим оком. Оно је окружено планинама са свих страна осим на западу где се спаја са другим морем. на северу се налазе планине Јура и Алпи, на истоку су Кавказ и Апенини а на југу Карпати. Ове планине се издижу до 7 километара изнад мора. На северозападној обали мора налази се "залив" Дуге (Sinus Iridum). Име је добио због свог правилног облика. Залив је у ствари само преостали део кратера који је задржао свој скоро савршени кружни облик. Пречника је 260 километара, а 50 километара јужно од њега се 1970. године спустила руска летелица Луна 17 са првим лунарним возилом Лунаход 1.

## Име
Име море Кише као и залив Дуге, највероватније је дао Ђовани Ричоли, чији је систем номенклатуре био прихваћен још 1651. године. Прво забележено име мора било је "Хекатин олтар". Плутарх је забележио да су стари Грци дали ово име мору по њиховој богињи Хекати јер је било највеће и најтајанственије море. Стари Грци су веровали да душа човека када умре долази на Море кише.
У 16. веку је Вилијам Гилберт направио мапу Месеца а Море кише је назвао "Велики источни регион" (Regio Magna Orientalis). После њега је море било преименовано у "Аустријско море" (Mare Austriacum) од стране Михаела ван Ланџена.

## Истраживања
17. новембра 1970. Совјетска летеница Луна 17 спустила се у море Кише а са собом донела прво лунарно возило Луноход 1. Мисија Лунохода трајала је пар месеци.
1971. године Аполо 15 спустио се у јужноисточни део мора Кише, близу планине Апенини. Командер Дејвид Скот и пилот Џејмс Ирвин били су на Месецу три дана, од тога 18 сати ван летелице. Истраживали су површину Месеца и на Земљу су се вратили са 77 килограма камења. Недозвољено су на Месецу оставили скулптуру палих астронаута (Fallen Astronaut sculpture) као меморандум свим астронаутима који су умрли зарад науке.